# Oedebasis
Oedebasis is een geslacht van vlinders van de familie spinneruilen (Erebidae).

## Soorten
- O. longipalpis (Berio, 1959)
- O. mutilata (Berio, 1966)
- O. ovipennis Hampson, 1902
- O. regularis Viette, 1971